# Paiwana
Genre
Paiwana est un genre d'araignées aranéomorphes de la famille des Pholcidae.

## Distribution
Les espèces de ce genre sont endémiques de Taïwan.

## Liste des espèces
Selon World Spider Catalog (version 19.5, 15/10/2018) :
- Paiwana chengpoi (Huber & Dimitrov, 2014) ;
- Paiwana pingtung (Huber & Dimitrov, 2014).

## Publication originale
- Huber, Eberle & Dimitrov, 2018 : The phylogeny of pholcid spiders: a critical evaluation of relationships suggested by molecular data (Araneae, Pholcidae). ZooKeys, no 789, p. 51-101 (texte intégral).